# Felingov reagens
Felingov reagens je hemijska supstanca koja se koristi za diferenciranje između u vodi rastvornih aldehidih i ketonskih funkcionalnih grupa, i kao test za monosaharide. Ovaj test je razvio nemački hemičar Herman von Feling 1849.

## Laboratorijska priprema
Felingov reagens se uvek sveže priprema u laboratoriji. On se inicijalno pravi kao dva zasebna rastvora, reagensi A i B. Felingov reagens A je plavi vodeni rastvor bakar(II) sulfata, dok je Felingov reagens B bezbojni vodeni rastvor kalijum natrijum tartarata (takođe poznat kao Ročelova so) i jake alkalije (obično natrijum hidroksida). Spajanjem rastvora nastaje tartaratni kompleks bakar(II)-jona, koji ima ulogu da spreči taloženje bakar(II)-hidroksida. Felingov reagens služi za dokazivanje prisustva redukujućih šećera.

## Upotreba
Felingov reagens oksiduje u vodi rastvorne aldehide pri čemu se izdvaja crven talog bakar(I)-oksida, .
Monosaharidi (aldoze) se oksiduju Felingovim reagensom u aldonske kiseline. Glukoza na taj način prelazi u glukonsku kiselinu.

## Literatura
1. ↑  H. Fehling (1849). „Die quantitative Bestimmung von Zucker und Stärkmehl mittelst Kupfervitriol”. Annalen der Chemie und Pharmacie. 72 (1): 106—113. doi:10.1002/jlac.18490720112.
2. ↑  „Fehling's Test for Reducing Sugars”. Архивирано из оригинала 24. 01. 2008. г. Приступљено 19. 08. 2011.